# Argerich
Argerich es una localidad argentina ubicada en el Partido de Villarino, provincia de Buenos Aires. Se encuentra sobre la Ruta Nacional 22, la cual es su principal vía de comunicación vinculándola al nordeste con Bahía Blanca y al sudoeste con Médanos.
En la localidad hay un vivero municipal de 24 hectáreas, considerado uno de los atractivos turísticos del municipio.

## Población
Cuenta con 80 habitantes (Indec, 2010), lo que representa una disminución del 21% frente a los 102 habitantes (Indec, 2001) del censo anterior.
| Gráfica de evolución demográfica de Argerich entre 1991 y 2010 |
|                                                                |
| Fuente: Censos nacionales del INDEC                            |